# Melicertoides centripetalis
Melicertoides centripetalis is een hydroïdpoliep uit de familie Melicertidae. De poliep komt uit het geslacht Melicertoides. Melicertoides centripetalis werd in 1959 voor het eerst wetenschappelijk beschreven door Kramp. 